# 高德納獎
高德納獎（英語：Donald E. Knuth Prize）， 授予为计算机科学基础做出杰出贡献的人，以計算機科學家高德納（Donald E. Knuth）命名。
高德纳奖始于1996年，每1.5年颁发一次，包括5000美元奖金。现在奖项由 ACM计算机理论研讨会和IEEE计算机科学基础研讨会交替颁发。
高德纳奖的获得者由颁奖委员会选出。颁奖委员会由六名选自ACM算法与计算理论特别兴趣组和IEEE计算机数学基础技术委员会的独立的教授组成。委员会将会特别注意一个持续高效的记录和为计算机科学基础做出的开创性的贡献。选择范围也可能部分包括教育方面的成就和贡献，例如编写基础方面的教科书和培养高质量的学生。但是奖项不是基于公众服务工作的，尽管一个获奖者可能涵盖了前文所述的服务工作。

## 得獎者
- 1996年 - 姚期智
- 1997年 - 莱斯利·瓦利安特
- 1999年 - 洛瓦兹·拉兹洛
- 2000年 - 傑弗里·厄爾曼
- 2002年 - 赫里斯托斯·帕帕季米特里乌
- 2003年 - Miklos Ajtai
- 2005年 - Mihalis Yannakakis
- 2007年 - Nancy Lynch
- 2008年 - 沃爾克·施特拉森
- 2010年 - David Johnson
- 2011年 – Ravi Kannan
- 2012年 – Leonid Levin
- 2013年 – Gary Miller
- 2014年 – Richard J. Lipton[1]
- 2015年 – László Babai
- 2016年 – 诺姆·尼散[2]
- 2017年 – Oded Goldreich
- 2018年 – Johan Håstad
- 2019年 – 阿維·威格森
- 2020年 – Cynthia Dwork
- 2021年 – 摩西·瓦尔迪
- 2022年 – 諾加·阿隆